# Лаура Струґнелл
Лаура Струґнелл (англ. Laura Strugnell, 1 січня 1992) — південноафриканська синхронна плавчиня.
Учасниця Олімпійських Ігор 2020 року, де в змаганнях дуетів посіла 22-ге місце і не потрапила до фіналу.